# Kampen om Colorado
Kampen om Colorado, originaltitel Centennial, är en amerikansk miniserie i tolv avsnitt från 1978, baserad på författaren James Micheners 1 200 sidor tjocka roman med samma namn.

## Handling
Kampen om Colorado handlar om utvecklingen av den fiktiva staden Centennial i Colorado, med början från 1700-talet fram till 1970-talet. Staden Centennial grundad 1876, samma år som Colorado upptas som en delstat i USA (100 år efter USA:s självständighetsförklaring).
Historien börjar i mitten av 1700-talet, då arapahoindianer i det som skulle bli norra Colorado för första gången stöter på vita pälsjägare (trappers). En av dessa trappers är Pasquinel, en fransk-kanadensare som har kommit till området för byteshandel med bäverskinn.

## Skådespelare

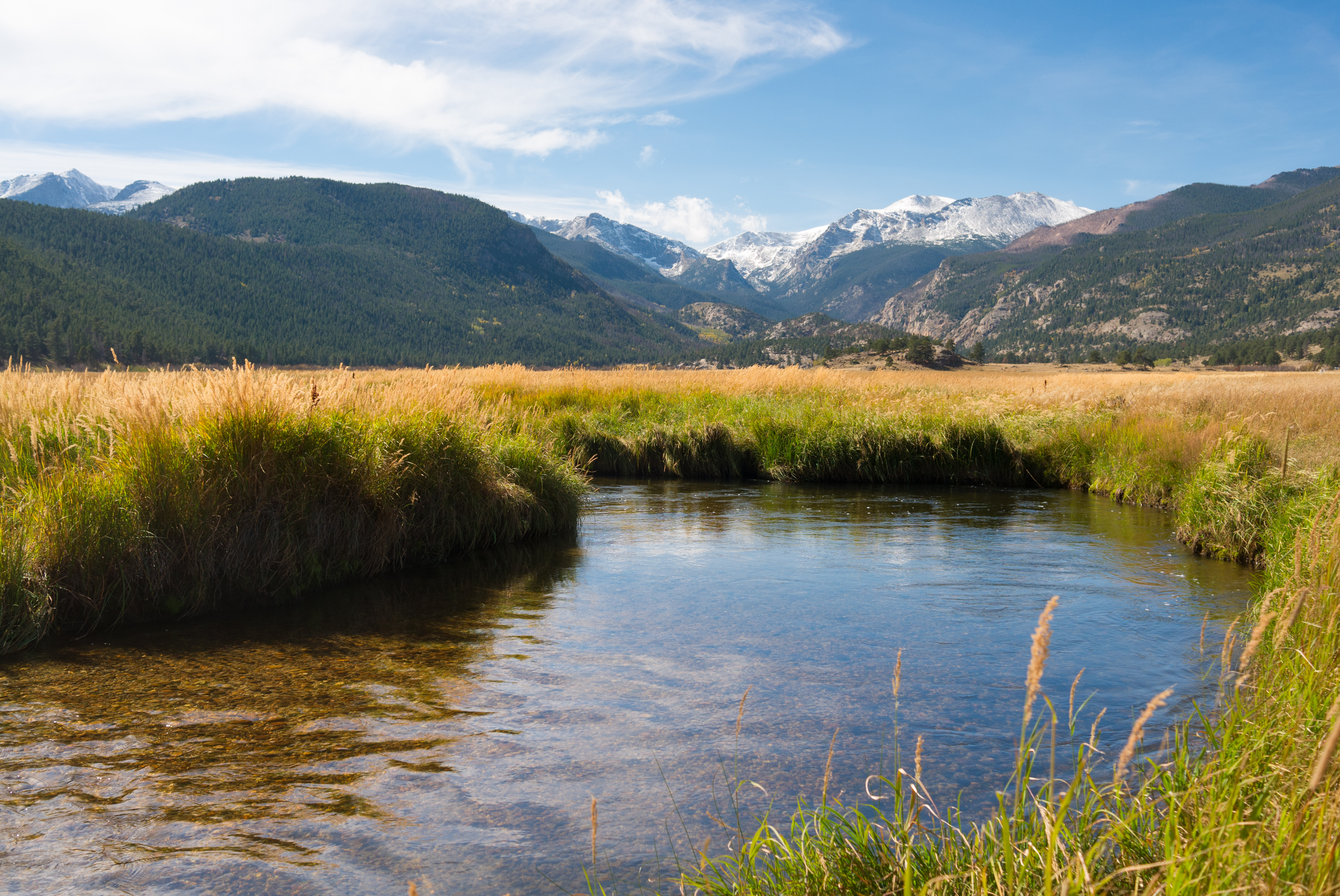
Rocky Mountain nationalpark var en av inspelningsplatserna.

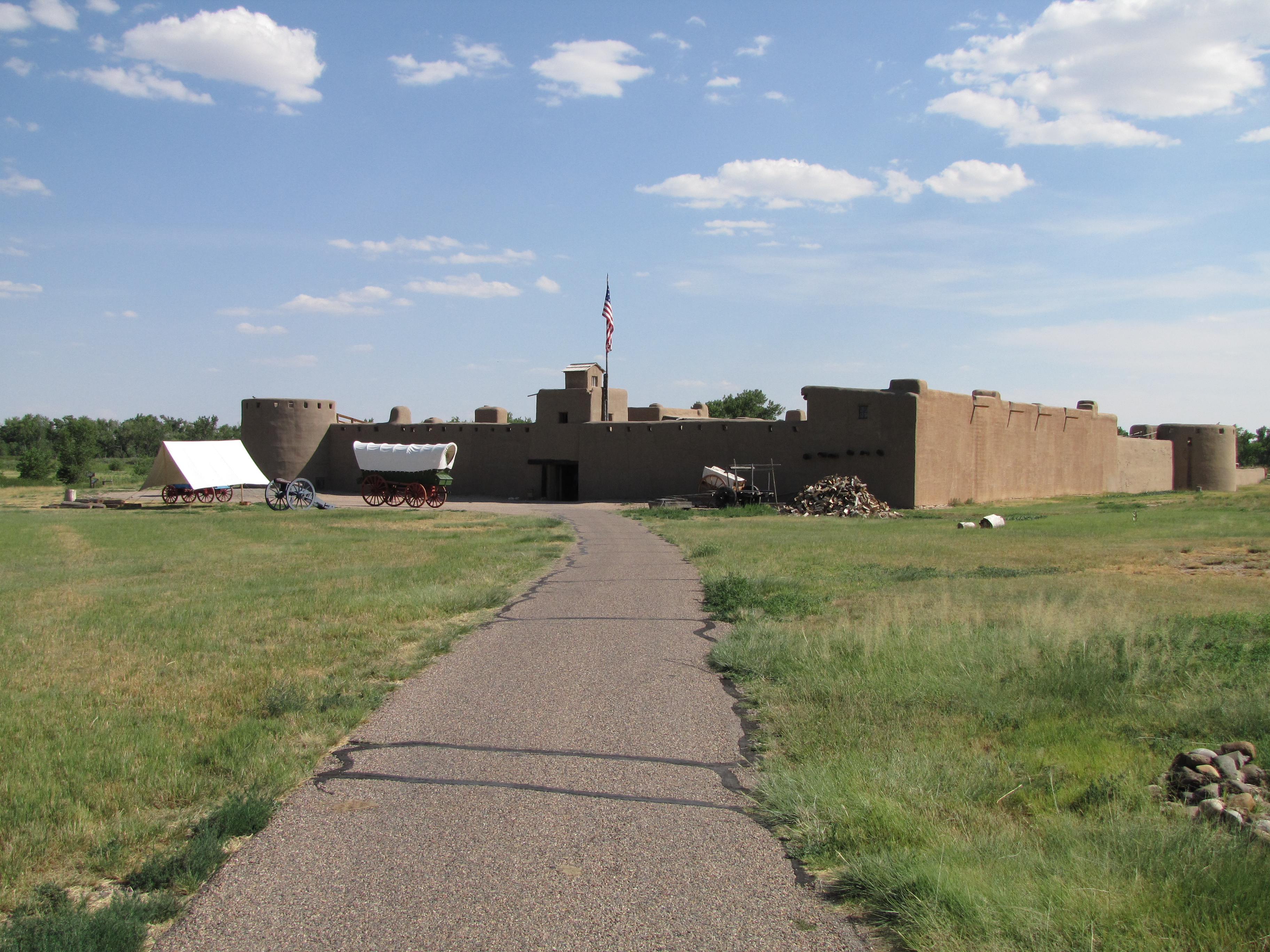
Bent's Fort var en annan av inspelningsplatserna.

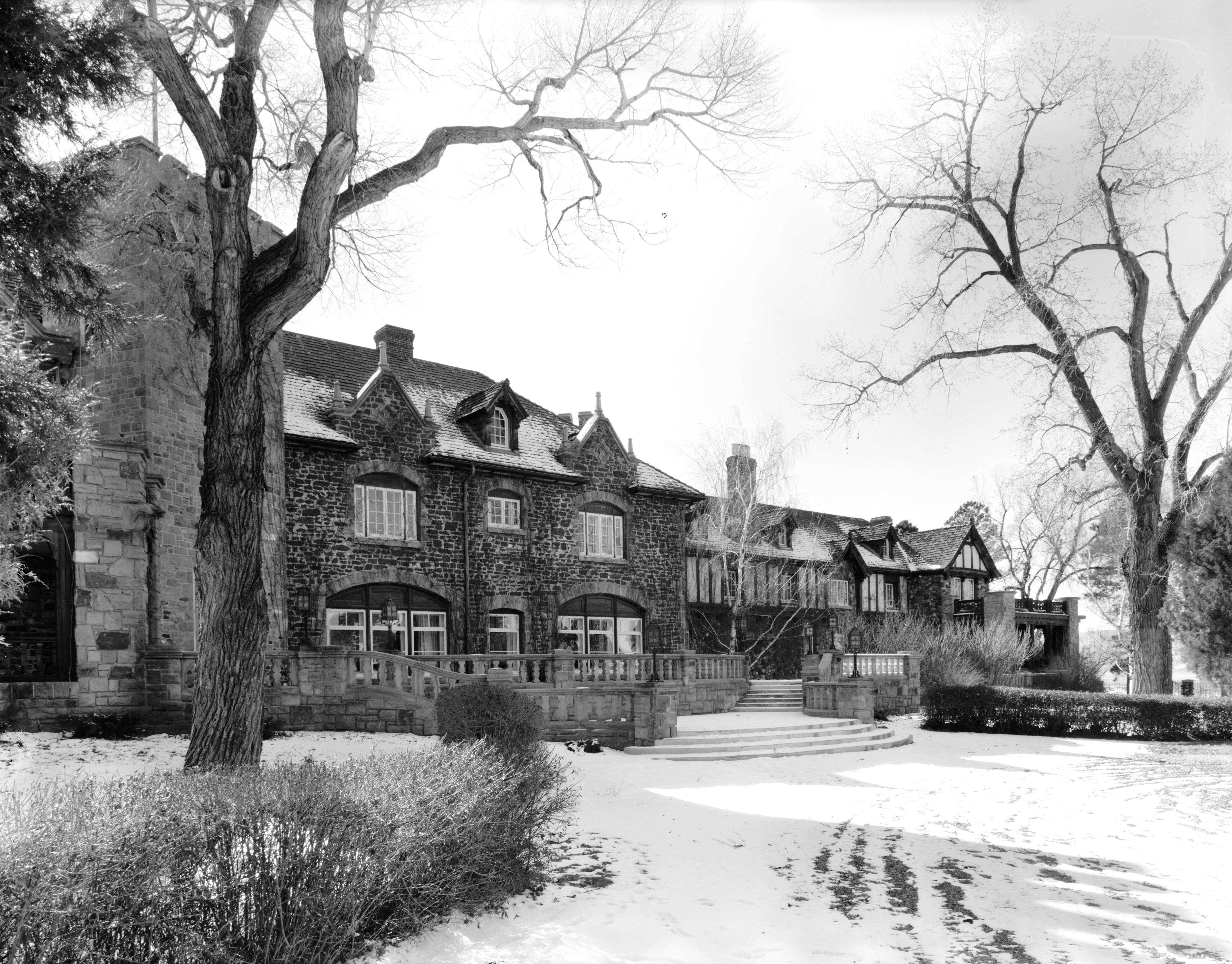
Highlands Ranch Mansion i Douglas County, Colorado föreställde Venneford Ranch i serien.

| Raymond Burr        | – Herman Bockweiss            |
| Barbara Carrera     | – Clay Basket                 |
| Richard Chamberlain | – Alexander McKeag            |
| Robert Conrad       | – Pasquinel                   |
| Richard Crenna      | – Överste Frank Skimmerhorn   |
| Chad Everett        | – Major Maxwell Mercy         |
| Alex Karras         | – Hans Brumbaugh              |
| Brian Keith         | – Sheriff Axel Dumire         |
| Sally Kellerman     | – Lise Bockweiss              |
| Donald Pleasence    | – Sam Purchas                 |
| Lynn Redgrave       | – Charlotte Buckland Seccombe |
| Dennis Weaver       | – R.J. Poteet                 |
| Stephen McHattie    | – Jacques 'Jake' Pasquinel    |
| William Atherton    | – Jim Lloyd                   |
| Timothy Dalton      | – Oliver Seccombe             |
| Cliff De Young      | – John Skimmerhorn            |
| Andy Griffith       | – Professor Lewis Vernor      |
| Gregory Harrison    | – Levi Zendt                  |
| David Janssen       | – Paul Garrett/Berättare      |
| Lois Nettleton      | – Maude Wendell               |
| Cristina Raines     | – Lucinda McKeag Zendt        |
| Robert Vaughn       | – Morgan Wendell              |
| Anthony Zerbe       | – Mervin Wendell              |
| Jesse Vint          | – Amos Calendar               |
| Sharon Gless        | – Sidney Endermann            |
| Les Lannom          | – Bufe Coker                  |
| Kario Salem         | – Marcel 'Mike' Pasquinel     |
| Michael LeClair     | – Young Jim Lloyd             |
| Glynn Turman        | – Nate Person                 |
| Gloria McMillan     | – Mrs. Brumbaugh              |
| Stephanie Zimbalist | – Elly Zendt                  |
| Mark Harmon         | – Kapten John McIntosh        |
| Pernell Roberts     | – General Asher               |

## Avsnitt
| Nr | Ursprungligt sändningsdatum i USA | Originaltitel                  | Svensk titel                | Regi             | Längd       |
| -- | --------------------------------- | ------------------------------ | --------------------------- | ---------------- | ----------- |
| 1  | 1 oktober 1978                    | Only the Rocks Live Forever    | Endast bergen har evigt liv | Virgil W. Vogel  | 147 minuter |
| 2  | 8 oktober 1978                    | The Yellow Apron               | Drömmar om guld             | Virgil W. Vogel  | 94 minuter  |
| 3  | 28 oktober 1978                   | The Wagon and the Elephant     | Vagnen och elefanten        | Paul Krasny      | 96 minuter  |
| 4  | 4 november 1978                   | For as Long as the Waters Flow | Brutna löften               | Paul Krasny      | 96 minuter  |
| 5  | 11 november 1978                  | The Massacre                   | Massakern                   | Paul Krasny      | 97 minuter  |
| 6  | 3 december 1978                   | The Longhorns                  | De formades till män        | Virgil W. Vogel  | 98 minuter  |
| 7  | 10 december 1978                  | The Shepherds                  | Öppen strid                 | Virgil W. Vogel  | 93 minuter  |
| 8  | 14 januari 1979                   | The Storm                      | Stormen                     | Harry Falk       | 94 minuter  |
| 9  | 21 januari 1979                   | The Crime                      | Brottet                     | Harry Falk       | 96 minuter  |
| 10 | 28 januari 1979                   | The Winds of Fortune           | Framtidens vingar           | Harry Falk       | 95 minuter  |
| 11 | 3 februari 1979                   | The Winds of Death             | Dödens vindar               | Bernard McEveety | 99 minuter  |
| 12 | 4 februari 1979                   | The Scream of Eagles           | Till sist                   | Virgil W. Vogel  | 147 minuter |

## Produktion
Kampen om Colorado var en av de mest påkostade miniserierna i USA för sin tid med 24 timmars speltid, endast jämförbar med Krigets vindar från 1983 med 18 timmars speltid.

## Visning i Sverige
Serien visades i Sverige på SVT1 med start 4 oktober 1980. Serien gavs ut på DVD i Sverige av Universal Pictures Nordic under 2008.